# Bogatići (Republika Serbska)
Bogatići (cyr. Богатићи) – wieś w Bośni i Hercegowinie, w Republice Serbskiej, w mieście Sarajewo Wschodnie, w gminie Trnovo. W 2013 roku liczyła 22 mieszkańców.